# Argia tonto
Argia tonto är en trollsländeart som beskrevs av Philip Powell Calvert 1901. Argia tonto ingår i släktet Argia och familjen dammflicksländor. Inga underarter finns listade i Catalogue of Life.